# Домашний кролик
Домашний кролик (лат. Oryctolagus cuniculus domesticus) — одомашненная разновидность европейского дикого кролика. Домашние кролики отличаются от своих диких предков многообразием размеров, окрасов, структурой шерсти. Карликовые кролики могут весить меньше 1 кг, особи крупных пород кроликов достигают массы 10—11 кг. Человек использует домашних кроликов в качестве домашних питомцев и для получения мяса, шкуры и пуха.

## Терминология
В англоязычной зоологии для кроликов-самцов устоялось название «бакс» (англ. bucks); крольчихи же получили наименование «доуз» (англ. does). В более ранней терминологии для кроликов пожилого возраста употреблялось название «кони» (англ. coney), в то время как знакомое нам в переводе слово «кролик» (англ. rabbit) употреблялось только к молодняку. В США по отношению к детёнышам и раннему молодняку кроликов употребляется термин «банни» (англ. bunny), который часто употребляется и к домашним кроликам вообще, но специально — к молодняку именно домашних кроликов. Молодняк зайцев при этом носит название «леверет» (англ. leveret), иногда этот термин используют и по отношению к молодняку кроликов. Группу кроликов называют колонией или нестом.
В русском языке терминология аналогична таковой для диких кроликов: самка называется крольчихой, а детёнышей — крольчатами. Иногда кролиководами по отношению к животному употребляется жаргонизм «кроль» (мн. число — «кроли»).

## История одомашнивания
Дикий кролик, первопредок домашнего, проник на территорию Европы и Африки во время третичного периода из Азии. Во время ледникового периода популяция диких кроликов была сосредоточена на территории Пиренейского полуострова, где они, по-видимому, и были одомашнены. Уже в неолите (4,5-2,5 тыс. лет до н.э.) пиренейцы отлавливали диких кроликов и на время держали их в неволе. Однако полноценное одомашнивание, согласно археологическим данным, произошло, по-видимому, на рубеже каменного и бронзового веков — примерно в 2500-1800 гг. до н. э. Окончательно одомашнивание произошло в римскую эпоху, ещё во II веке до н. э. кролики разводились в специальных питомниках. Тогда же началась интродукция кролика человеком: в Древнем Риме кролики были завезены на Балеарские острова, где до этого отсутствовали (об этом, а также о завезении «диких ласок из Ливии» (др.-греч. γαλᾶς ἀγρίας ἃς ἡ Λιβύη), то есть хорьков, для борьбы с кроликами, упоминает в своей «Географии» древнеримский учёный Страбон). Уже с самого начала домашних кроликов разводили на мясо и мех.

## Описание
Как и дикий кролик, домашний — животное средних размеров, длина тела — около 40 см, высота в холке — 15-18 см. Живая масса домашних кроликов колеблется от 700 г до 8 кг; для сравнения, масса диких кроликов, водившихся в Чехословакии (ЧССР), составляла 1,5-2 кг. По внешнему виду домашний кролик, как и другие кролики, похож на зайцев, однако, в отличие от последних, он обладает компактным и плотным телом с небольшой и округлой головой (в то время как тело зайцев более поджарое, а морда более вытянутая). Уши прямые и вытянутые, но в отличие от заячьих, не длинные — длина составляет около 7 см. Существуют породы вислоухих кроликов. Передние лапы короткие и слабые, приспособленные для рытья, задние же — длинные и сильные. Хвост короткий, длиной примерно 55 мм.
Замена молочных зубов на постоянные происходит непрерывно в течение 18-28 дней. Резцы у домашнего кролика растут непрерывно, ввиду чего он вынужден постоянно их стачивать.
Естественный окрас дикого кролика обладает разнообразием — от сероватой до красно-коричневой. У домашних же кроликов спектр окраса ещё больше, что отражается и на многочисленных породах этого животного. Для некоторых пород характерна та или окраска. Окрас может быть как и однотонным, так и нет: пёстрые, разноцветные и агути (с белым животом). В целом, среди домашних кроликов характерные следующие окрасы:
- «Дикий» окрас — серо-коричневый;
- Белый;
- Чёрный;
- Голубой — светло-серый;
- Беличий — голубоватый корас;
- Железистый;
- Черепаший;
- Жёлтый;
- Коричневый (гаванна);
- Беличий (оранжевый);
- Шиншилла и т.д.

## Породы кроликов
Образование пород кроликов началось уже в процессе их одомашнивания, но интенсивность породообразования усилилась уже в XIX веке.
К XX веку существовало около 50 пород домашних кроликов. К 1980-м годам было выведено уже около 200 пород кроликов, однако, например, в чехословацком определителе было включено 65 пород. В зависимости от использования породы делятся на декоративные (они же спортивные и любительские), на мясные, на меховые (шкурковые) и комбинированные мясо-шкурковые. По размеру породы кроликов делятся на карликовые, мелкие, средние и крупные.

### Меховые породы кроликов
По длине волоса меховые породы кроликов подразделяются на три категории:
- Коротковолосые — длина волоса составляет около 20 мм, остевой волос недоразвит, из-за чего данные породы разводятся редко.
- Нормальноволосые — длина волоса — от 30 до 45 мм, самая распространённая группа пород. В середине XX века в СССР были распространены следующие породы, обладающие мехом хорошего качества:
  - Шиншилла;
  - Венский голубой;
  - Фландр;
  - Белый великан;
  - Советский мардер;
  - чёрно-бурый;
  - Шампань;
  - Вуалево-серебристый.
- Ангорские/длинноволосые/пуховые — длина волоса — более 70 мм, используются для изготовления фетра и других подобных шерстяных изделий, и непригодны для изделий меховых. Эти породы кроликов являются одними из древнейших выведенных[10][11].

### Мясные породы
Как правило, мясные кролики являются нормальноволосыми. Мясной кролик желательно должен быть скороспелым, иметь хороший привес и достигать к 4-6 месяцам размера, при котором возможен забой животного. В мясных породах хорошо развиты окорочка и поясница.
К мясным относятся такие породы кроликов, как новозеландский белый, новозеландский красный, шиншилла, баран, мекленбургская бабочка и т.п.

### Декоративные породы
Помимо вышеописанных меховых пород, в качестве домашних питомцев содержатся кролики такой породы, как русский горностаевый.

### Мясо-шкурковые породы
К мясо-шкурковым породам относят такие породы, как венский серый, венский чёрный, чешский альбинос, гототский белый, новозеландский красный, мейсенский баран, гавана, тюринген; а по одной из классификации, относят и венского голубого.

### Классификация по размеру
Крупные породы кроликов характеризуются большим размером и столь же большой массой — более 6 кг для взрослых особей. Средник породы кроликов отличаются меньшей массой — 3-6 кг для взрослых особей — и меньшим размером. Мелкие породы характеризуются компактным строением тела и массой взрослых особей от 2,5 до 3 кг. Карликовые, как ясно из названия, являются самыми маленькими по размеру и массе — у взрослых кроликов она составляет около килограмма.

## Содержание
Домашние кролики содержатся в клетках и специальных сооружениях — крольчатниках. В качестве подкладки служат опилки, сено и сухой торф.

## Поведение
Из внешних чувств у домашнего кролика наиболее развиты слух, обоняние и вкус, хуже — зрение. С помощью обоняния домашний кролик определяет «своего» или «чужого». Более того, благодаря развитому обонянию, по запаху домашний кролик способен различить тот или иной корм даже в темноте. Домашние кролики способны различать голоса разных людей.
Немаловажную роль у домашних кроликов играет язык тела. Как правило, уши у кролика находятся в поднятом состоянии. Если кролик лежит, подобрав под себя все лапы, и опустив при этом мордочку со стоячими ушами, это значит, что особь в этот момент в хорошем настроении. Если поза в целом аналогична, однако спина очень низко опущена, то это говорит о расслабленности животного, при крайней степени расслабления спина принимает положение, параллельное полу. Также домашние кролики могут релаксировать, лёжа на боку, хотя с другой же стороны, лежащих на боку животных можно по ошибке принять за мёртвых, что может привести к печальным ситуациям. О крайнем испуге или настороженности свидетельствует следующая поза, уши опущены и прижаты к телу, тело распластано по земле. В состоянии агрессии и готовящегося нападения кролик приподнимает голову и вытягивает передние лапы, расставив при этом таким образом, чтобы центр тяжести переносился на них.
Вокализация домашнего кролика аналогична таковой у дикого, хотя обычно он является молчаливым животным. Во время хорошего настроения домашний кролик пыхтит, издавая негромкие звуки, отдалённо похожие на хрюканье. К примеру, пыхтят кролики, заметившие своего хозяина или сородича, или же самцы во время гона. После спаривания самец издаёт сравнительно слабый писк и ложится на бок. Заметив опасность, кролик предупреждает своих сородичей громким ударом задней лапой. Во время испуга или ранения кролики кричат, издавая пронзительный визг. Особенно громко кролики кричат перед смертью, и именно громкие крики являются одним из признаков приближающейся естественной смерти животного.
Удерживать кроликов в руках следует держа их за туловище. Брать кроликов за уши нельзя, поскольку уши пронизаны кровеносными сосудами, обеспечивающими терморегуляцию, и из-за этого это действие причиняет существенную боль животному. По этой же причине нельзя брать за уши живых зайцев, у них это усугубляется и длинными когтями и сильными задними лапами, которыми зайцы способны нанести человеку серьёзные ранения. За уши надо поднимать только недобитых зайцев, да и то, на расстоянии вытянутой руки.

## Питание
Немаловажную роль в продуктивности домашних кроликов от качества, количества и разнообразия полноценных кормов в рационе.
Как и дикие кролики, домашние, будучи травоядными, предпочитают питаться травами. В летний период основным видом корма являются хорошо облиственные травы, содержащие мало клетчатки. По другим данным, домашние кролики могут поедать корма и с повышенным содержанием клетчатки. Эти животные способны продуцировать белки своего тела и из, однако это вовсе не означает, что для кроликов достаточны менее ценные корма. Из дикорастущих трав домашние кролики охотно поедают полынь, одуванчик, лопух, пырей, молочай; из посевных — клевер, люцерну, лютик, овёс и кормовую капусту. Зимой домашним кроликам дают сухое сено. Из других растений домашние кролики едят морковь (традиционно считающуюся стереотипной любимой пищей кроликов, а также зайцев; что характерно, в случае моркови с ботвой и зайцы, и кролики начнут есть более сытную ботву, а не корнеплод), ботву капусты, свеклу, картофель (лучше давать варёный), а также листья деревьев: рябины, осины и ивы. Из концентрированных кормов кролики питаются соей, отрубями, и орехами: жёлудями и каштанми. Что характерно, чрезмерная кормёжка кроликов корнеплодами моркови может привести к кариесу и поносу.
Возможно кормление кроликов и продуктами животного происхождения: молоком, рыбьим жиром, мясной, мясно-костной и рыбной мукой.
Кормёжка молодняка проходит 5-6 раз в день, а взрослых особей 2-3 раза в день. Поскольку самцы, как и в случае с дикими кроликами, могут поедать крольчат, при окоте их отселяют от самок.

## Размножение
Домашние кролики, как и дикие, размножаются в течение всего года, за исключением неблагоприятного для этого зимнего периода. Половая зрелость наступает в 90-110 дней. Овуляция яйцеклетки самки происходит во время спаривания, более того, оплодотвориться крольчиха способна и сразу же после рождения детёнышей, и продуцировать молоко во время беременности. Собственно беременность (сукрольность) длится около месяца, в помёте — в среднем 4-12 крольчат. Процесс деторождения у крольчих называется кролением или окролом. Новорождённые крольчата голые и слепые (в отличие от зайчат, рождающихся зрячими и покрытыми шерстью), однако в возрасте 10 дней они прозревают, а в возрасте 21 дня они уже вылезают из гнезда и начинают поедать корм.
Дикие и домашние кролики успешно скрещиваются и дают плодовитое потомство, в отличие от других видов животных.

## Хозяйственное значение

### Мясо
Крольчатина является высококачественным диетическим мясом (калорийность составляет 162,6 ккал на 100 г мяса) и легко усваивается человеческим организмом. По химическому составу (в среднем химический состав крольчатины состоит из 67,6 % воды, 21,47 % белков, 9,76 % жиров и 1,17 % золы) и питательной ценности крольчатина немного уступает курятине. В зависимости от упитанности забитого животного тушки кроликов делятся на три категории. Крольчатина активно используется для приготовления т.н. «вторых» блюд, таких как рагу, закуски, как и холодные, как и горячие; а наиболее питательную заднюю часть тушки используют в приготовлении жаркого, биточков и котлет. Также мясо кролика жарят (для жарки используют как и целые тушки, так и разрубленные пополам, тушат (используется передняя часть тушки), запекают под различными соусами.

### Мех
Мех кролика характеризуется густистостью волосяного покрова и средними теплозащитными свойствами, в то же время по составу шерстяного покрова он довольно неоднороден. Он состоит из грубых остевых волос, мягкого и тонкого пуха, и переходных, промежуточных между пухом и остью. Характер меха: его длина, толщина, состав и положение волос по отношению к телу; являются одним из существенных отличительных признаков той или породы, хоть и не самым главным. Кроличий мех используется для отделки множества меховых изделий, так, в СССР кролик шёл на пальто, жакеты, меховые манто, воротники, меховые шапки, муфты, детские пальто, перчатки, рукавицы и т.д. Кроличьи шкурки идут под отделку как и в натуральном виде, так и подкрашенными под других пушных зверей.

### Лабораторное использование
Домашние кролики используются в том числе как и лабораторных животных, в русском языке выражение «подопытный кролик» стало нарицательным.

### Декоративное использование
Кролики могут использоваться и в качестве декоративных животных, содержаться в качестве животного-компаньона. Кроме того, сам процесс кролиководства может нести образовательную, развлекательную или спортивную функцию.